# Enrique de Borgoña
Enrique de Borgoña (Dijon, 1066-Astorga, 22 de mayo de 1112), el padre del primer rey de Portugal Alfonso I de Portugal, fue el primer conde del Condado Portucalense perteneciente a la casa de Borgoña y sobrino de Constanza, quien como esposa de Alfonso VI era reina consorte de León.

## Esbozo biográfico

### Entorno familiar
Nacido en 1066 en Dijon, el conde Enrique era el hijo menor de Enrique de Borgoña, hijo del duque Roberto I, hijo a su vez del rey Roberto II de Francia. Dos de sus hermanos mayores, Hugo y Eudes I, heredaron el ducado. No existe ningún registro contemporáneo donde conste el nombre de su madre. Anteriormente se pensaba que su madre se llamó Sibila debido a un epitafio sin fecha que daba la noticia de la muerte de Sibila, mater ducus Burgundie (Sibila, madre del duque de Borgoña), donde no constaba que fuese duquesa y, por tanto, tendría que ser la esposa de Enrique de Borgoña, el único padre de un duque que nunca ostentó ese título.  Sin embargo, probablemente se refería a Sibila, la nuera de Enrique de Borgoña y esposa del duque Eudes I. El historiador Richard sugirió que su madre se llamó Clemencia. Sea como fuese su nombre, el hecho es que su hijo, Enrique de Borgoña, conde de Portucale, era pariente (congermanus) del conde Raimundo de Borgoña y este parentesco podría venir de cualquiera o de ambas de sus respectivas madres cuyas filiaciones no están documentadas.
Se ha sugerido que la madre de Enrique era hija de Reginaldo I y, por tanto, hermana del padre de Raimundo de Borgoña quien según estas filiaciones, sería primo hermano de Enrique. Sin embargo, esta hipótesis es problemática ya que el hermano de Enrique, Eudes I había casado con la hermana de Raimundo de Borgoña y, aunque los matrimonios entre parientes cercanos era permitida con la debida dispensa papal, los matrimonios entre primos hermanos estaba prohibida y es probable que el parentesco entre Eudes I y su esposa Sibila fuese más lejano.  Teniendo en cuenta la relación familiar entre Enrique y Raimundo de Borgoña y la introducción del nombre «Borrell» en la familia de los duques de Borgoña, el genealogista Szabolcs de Vajay propuso que la madre de Enrique podría ser una hija de los condes de Barcelona, Berenguer Ramón I y su esposa Guisla de Lluçà.
Una de sus tías por el lado paterno era la reina Constanza, esposa del rey Alfonso VI de León, y un tío abuelo era Hugo, abad de Cluny, hermano de su abuela Hélie de Semur, y una de las personalidades más poderosas y veneradas de su época. Su familia ostentaba un gran poder y dominaba varias ciudades en el reino de Francia tales como Chalon, Auxerre, Autun, Nevers, Dijón, Mâcon y Semur.

### Llegada al reino de León
Después de la derrota de las tropas cristianas en la batalla de Sagrajas que se libró el 23 de octubre de 1086, en los primeros meses del año siguiente, el rey Alfonso VI pidió auxilio a los cristianos del otro lado de los Pirineos, llamada a la que respondieron muchos nobles y caballeros franceses, entre ellos Raimundo de Borgoña, sus primos hermanos, el duque Eudes y Enrique de Borgoña, así como Raimundo de Saint-Gilles. No todos llegaron en ese año y lo más probable es que el conde Raimundo de Borgoña llegara en 1091. Aunque se afirma que Enrique llegó en la primera expedición en 1087, su presencia en la península se constata solamente a partir de 1096 cuando aparece confirmando los fueros de Guimarães y de Constantim de Panóias. 
Tres de estos nobles franceses contrajeron matrimonio con hijas del rey Alfonso VI: Raimundo con la infanta Urraca, hija legítima del rey y de la reina Constanza (y quien acabaría sucediendo a su padre en el trono leonés); Raimundo de Saint-Gilles con Elvira Alfónsez; y Enrique de Borgoña con Teresa Alfónsez, estas dos últimas nacidas de la relación de Alfonso VI con Jimena Muñoz.

### Pacto con su primo el conde Raimundo de Borgoña
Entre el primer trimestre de 1096 y finales de 1097, el conde Raimundo, al ver reducida su influencia en la corte llegó a un acuerdo con su primo Enrique de Borgoña, que aún no había sido nombrado gobernador de Portugal, para repartirse el poder, el tesoro real y para apoyarse mutuamente. Mediante este pacto, que contaba con el visto bueno del pariente de ambos, el abad Hugo de Cluny,  Raimundo «prometía bajo juramento a su primo Enrique entregarle el reino de Toledo y un tercio del tesoro regio cuando muriera Alfonso VI». Si no pudiese entregarle el reino toledano, le entregaría el de Galicia. Enrique, a su vez, se comprometía a ayudar a Raimundo a obtener «todos los dominios del rey Alfonso y los dos tercios del tesoro». El rey Alfonso VI parece que tuvo conocimiento de este acuerdo y para contrarrestar la iniciativa de sus dos yernos, nombró a Enrique gobernador de la región que se extendía desde el Miño hasta el Tajo, que hasta la fecha gobernaba el conde Raimundo, y este último vio reducido su poder al gobierno solamente de Galicia.

De este modo los dos primos en vez de aliados se convirtieron en rivales con intereses contrapuestos; su pacto sucesorio saltaba por los aires, y a partir de entonces cada uno de ellos trataría de ganarse el favor de Alfonso.

### Independencia del condado de Portugal
Al enviudar la reina Urraca de León —medio hermana de Teresa de León— por cuestiones políticas y estratégicas contrajo matrimonio con Alfonso I de Aragón. Enrique de Borgoña, aprovechando los problemas, conflictos familiares y políticos surgidos en torno a su cuñada la reina Urraca, declaró la independencia del Condado de Portugal. Murió en Astorga el 22 de mayo de 1112. Su cuerpo fue trasladado, según había ordenado, a la ciudad de Braga donde recibió sepultura en la capilla mayor de la catedral que había fundado.
Tras su muerte, Teresa gobernó el condado durante la minoría del futuro Alfonso I de Portugal quien solo contaba con tres años de edad.

### Legado
El conde Enrique fue el líder de un grupo de caballeros, monjes y clérigos de origen francés que ejercieron una gran influencia en la península ibérica e impulsaron muchas reformas y la aplicación de instituciones ultrapirenaicas tales como las costumbres cluniacenses y el rito romano. Ocuparon puestos eclesiásticos y políticos relevantes lo que causó una fuerte reacción en contra durante los últimos años del reinado de Alfonso VI.

## Descendencia
Contrajo matrimonio alrededor de 1095 con Teresa de León, hija de Alfonso VI de León. De este matrimonio nacieron los siguientes hijos:
- Urraca Enríquez (c. 1095[21]-después de 1169), esposa del magnate gallego Bermudo Pérez de Traba, hijo del conde Pedro Froilaz, con descendencia;[22]
- Sancha Enríquez (c. 1097[21]-después de 1163[23]). Casó en primeras nupcias con Sancho Núñez de Celanova. Después volvió a casar, antes de 1147, con Fernando Méndez de Braganza[23] sin sucesión de este segundo matrimonio;[24]
- Teresa Enríquez (n. c. 1098);[21]
- Alfonso Enríquez, el futuro Alfonso I de Portugal (1109[25]-1185), llamado igual que su abuelo materno, tal vez como «una forma de recordar que en este nieto corría igualmente sangre del emperador de toda Hispania».[26]

Algunos historiadores atribuyen a Enrique la paternidad de un hijo ilegítimo llamado Pedro Alfonso, abad en el Monasterio de Alcobaza donde recibió sepultura.
| Predecesor: Otorgado por Alfonso VI (anteriormente Nuño Méndez) | Conde de Portugal (Junto a Teresa) c. 1095-1112 | Sucesor: Teresa |